# Оподаткування у Казахстані
Основним законодавчим актом, що встановлює і регулює оподаткування в Казахстані, є кодекс Республіки Казахстан «Про податки та інші обов'язкові платежі до бюджету» (далі — «Податковий кодекс»). Податковий кодекс прийнято 10 грудня 2008 року, він вступив у силу з 1 січня 2009 року.

## Історія
Казахстан проголосив суверенітет у жовтні 1990 року, після розпаду Радянського Союзу. Країна проголосила незалежність у грудні 1991 року. Основою податкового законодавства суверенної Республіки був Указ «Про податки з підприємств, об'єднань і організацій», виданий у 1991 році.
В подальшому у Казахстані прийнята класична система оподаткування з сукупністю податків, характерних для розвинутої ринкової економіки.
У 1995 році Президент Республіки Казахстан видав указ «Про податки та інші обов'язкові платежі до бюджету» (далі — «Указ»), який регулює податкову систему у Казахстані. Указ посилався на інструкції, які надаються для отримання конкретної інформації по кожному з податків.
У 2002 році Кодекс Республіки Казахстан «Про податки та інші обов'язкові платежі до бюджету» («2002 Податковий кодекс») вступив у силу. Податковий кодекс є більш загальним правовим актом, ніж Указ. Податковий кодекс регулює відносини між державою і платником податків і передбачає процедури обчислення і сплати податків.
У 2008 році президент республіки оголосив, що Республіці Казахстан потрібен новий Податковий кодекс, який повинен передбачати більш низькі податкові ставки і спрощені процедури податкового адміністрування. У підсумку, 10 грудня 2008 року прийнято кодекс Республіки Казахстан «Про податки та інші обов'язкові платежі до бюджету» («Податковий кодекс»). Кодекс набув чинності 1 січня 2009 року.
У 2017 році прийнято (другий за рахунком) новий Податковий кодекс.

## Види податків
| Корпоративний податок на прибуток                   | Ставка корпоративного прибуткового податку становить 20 % у 2010 році для юридичних осіб-резидентів і юридичних осіб-нерезидентів, що діють у Казахстані через зареєстроване постійне представництво (для нерезидентів податок на прибуток нижче).                                                                                            |
| Податок на додану вартість                          | Ставка податку на додану вартість становить 12 % і застосовується до товарообігу у Казахстан і імпорту товарів і послуг у Казахстан. Порогом обороту для реєстрації як платника податку на додану вартість є 38,190,000 тенге або приблизно € 195,000. Експорт товарів обкладається по 0 % ставкою податку на додану вартість.                |
| ПДФО                                                | Прибутковий податок становить 10 % для резидентів і 20 % для нерезидентів. |
| Соціальний податок                                  | Ставка соціального податку сплачується юридичними особами та становить 3 % від зарплати |
| Податок на прибуток                                 | Податок на прибуток у розмірі 15 % повинен бути оплачений на чистий дохід після прибуткового оподаткування постійних представництв іноземних юридичних осіб, які здійснюють діяльність у Казахстані. |
| Прибутковий податок, утримуваний із джерела виплати | Прибутковим податком, утриманим у джерела виплати, оподатковуються доходи нерезидентів із джерел у Республіці Казахстан. Ставка податку становить 20 %. Для громадян ставка податку становить 20 %. Знижена ставка податку варіюється від 15 до 5 %.                                                                                          |
| Податок на майно                                    | Податок на майно поширюється тільки на будівлі. Податкова ставка — 1,5 % для юридичних осіб. |
| Акциз                                               | Акцизний податок відноситься до алкоголю (до 3 євро за літр), лікерів (до 2,5 євро за літр), тютюнових виробів (до 0,5 євро за штуку), бензин (до 25 євро за тонну), транспортних засобів з об'ємом двигуна понад 3 літрів (0,5 євро за кубічний сантиметр об'єму двигуна), виробленими у Республіці Казахстан або імпортованими у Казахстан. |
| Рентний податок на експорт                          | Рентний податок застосовується до експорту сирої нафти, газового конденсату і вугілля. Ставка податку залежить від ринкової ціни сирої нафти і газового конденсату (від 0 % при ринковій ціні одного бареля становить $ 20 до 32 % при ринковій ціні за один барель $ 200 або вище).                                                          |
| Оподаткування надрокористування                     | Податки на користування надрами включає податок на видобуток корисних копалин і податок на надприбуток. З вантажних автомобілів, отриманим як пай у результаті виходу з сільськогосподарського формування, податок становить 4 % від МРП із кожного кіловата потужності.                                                                      |
| Транспортний податок                                | Транспортний податок стягується на основі обсягу двигуна, маси автомобіля і кількості посадкових місць. |
| Земельний податок                                   | Земельний податок стягується з юридичних осіб, які мають земельні ділянки або права користування ним. |
| Інші податки                                        | Інші податки включають у себе, серед іншого, спеціальні податки для грального бізнесу. |